# فاگش‌آننا
فاگش‌آننا (به سوئدی: Fagersanna) یک منطقهٔ مسکونی در سوئد است که در بخش تیبرو واقع شده‌است. فاگش‌آننا ۰٫۸۱ کیلومتر مربع مساحت و ۵۳۹ نفر جمعیت دارد.